# Pteris warburgii
Pteris warburgii är en kantbräkenväxtart som beskrevs av Christ. Pteris warburgii ingår i släktet Pteris och familjen Pteridaceae. Inga underarter finns listade.